# Isoetopsis
Isoetopsis là một chi thực vật có hoa trong họ Cúc (Asteraceae).

## Loài
Chi Isoetopsis gồm các loài: